# National Board of Review Awards 1999
La 71ª edizione dei National Board of Review Awards si è tenuta il 18 gennaio 2000.

## Classifiche

### Migliori dieci film
- Magnolia, regia di Paul Thomas Anderson
- Essere John Malkovich (Being John Malkovich), regia di Spike Jonze
- Una storia vera (The Straight Story), regia di David Lynch
- Insider - Dietro la verità (The Insider), regia di Michael Mann
- American Beauty, regia di Sam Mendes
- Il talento di Mr. Ripley (The Talented Mr. Ripley), regia di Anthony Minghella
- In cerca d'amore (Tumbleweeds), regia di Gavin O'Connor
- Boys Don't Cry, regia di Kimberly Peirce
- Il prezzo della libertà (Cradle Will Rock), regia di Tim Robbins
- Three Kings, regia di David O. Russell

### Migliori film stranieri
- Tutto su mia madre (Todo sobre mi madre), regia di Pedro Almodóvar
- L'imperatore e l'assassino (Jing ke ci qin wang), regia di Chen Kaige
- La polveriera (Bure baruta), regia di Goran Paskaljević
- Lola corre (Lola Rennt), regia di Tom Tykwer
- Est-ovest - Amore-libertà (Est - Ouest), regia di Régis Wargnier

## Premi
- Miglior film: American Beauty, regia di Sam Mendes
- Miglior film straniero: Tutto su mia madre (Todo sobre mi madre), regia di Pedro Almodóvar
- Miglior documentario: Buena Vista Social Club, regia di Wim Wenders
- Miglior attore: Russell Crowe (Insider - Dietro la verità)
- Miglior attrice: Janet McTeer (In cerca d'amore)
- Miglior attore non protagonista: Philip Seymour Hoffman (Magnolia e Il talento di Mr. Ripley)
- Miglior attrice non protagonista: Julianne Moore (Magnolia, La mappa del mondo e Un marito ideale)
- Miglior cast: Magnolia, regia di Paul Thomas Anderson
- Miglior performance rivelazione maschile: Wes Bentley (American Beauty)
- Miglior performance rivelazione femminile: Hilary Swank (Boys Don't Cry)
- Miglior regista: Anthony Minghella (Il talento di Mr. Ripley)
- Miglior regista esordiente: Kimberly Peirce (Boys Don't Cry)
- Miglior sceneggiatura: John Irving (Le regole della casa del sidro)
- Miglior film realizzato per la tv via cavo: A Lesson Before Dying, regia di Joseph Sargent
- Premio alla carriera per la sceneggiatura: Arthur Laurents
- Premio alla carriera: Clint Eastwood
- Premio Billy Wilder per l'eccellenza nella regia: John Frankenheimer
- Riconoscimento speciale per il filmmaking: Tim Robbins (Il prezzo della libertà)
- Premio William K. Everson per la storia del cinema: Jeanine Basinger per Silent Stars
- International Freedom Award: Tian yu, regia di Joan Chen
- Riconoscimento per la libertà di espressione: Insider - Dietro la verità (The Insider), regia di Michael Mann
- Riconoscimento speciale per l'eccellenza nel filmmaking (in ordine alfabetico del titolo originale):
  - La mappa del mondo (A Map of the World), regia di Scott Elliott
  - A Walk on the Moon - Complice la luna (A Walk on the Moon), regia di Tony Goldwyn
  - Election, regia di Alexander Payne
  - Go - Una notte da dimenticare (Go), regia di Doug Liman
  - Limbo, regia di John Sayles
  - Lock & Stock - Pazzi scatenati (Lock, Stock, & Two Smoking Barrels), regia di Guy Ritchie
  - Man of the Century, regia di Adam Abraham
  - Echi mortali (Stir of Echoes), regia di David Koepp
  - This is My Father, regia di Paul Quinn
  - Twin Falls Idaho, regia di Michael Polish
- Menzioni speciali:
  - Outstanding Cinematic Series: Barry Levinson (The Baltimore Series)